# Znám-probléma
A Znám-probléma számelméleti feladat, amelyet Znám István szlovákiai magyar matematikus fogalmazott meg 1972-ben.

## A feladat megfogalmazása
Meghatározandók azok a k≥2 pozitív, 1-nél nagyobb egész számból álló halmazok, amelyekre igaz, hogy mindegyik eleme valódi osztója a többi szám szorzata eggyel növelt értékének.
Azaz, adott k számra keressük az
{\displaystyle \{n_{1},\ldots ,n_{k}\}}   (minden {\displaystyle n_{i}>1})
halmazokat, amelyekre minden {\displaystyle n_{i}} valódi osztója a
{\displaystyle \left(\prod _{j\neq i}n_{j}\right)+1}
számnak.

## Példa
A {2, 3, 11, 23, 31} halmaz teljesíti a fenti feltételeket, mert
3·11·23·31+1=23530   és   23530=2·11765
2·11·23·31+1=15687   és   15687=3·5229
2·3·23·31+1=4279   és   4279=11·389
2·3·11·31+1=2047   és   2047=23·89
2·3·11·23+1=1519   és   1519=31·49

## Megoldása
Ha 2 ≤ k ≤ 4, akkor nem létezik ilyen halmaz (Jának, Skula 1978), ha viszont k ≥ 5, akkor mindig létezik megoldás (Sun Qi 1983). Csak a 2 ≤ k ≤ 8 értékekre ismert minden megoldás.